# NGC 6208
NGC 6208 è un ammasso aperto visibile nella costellazione dell'Altare.

## Osservazione

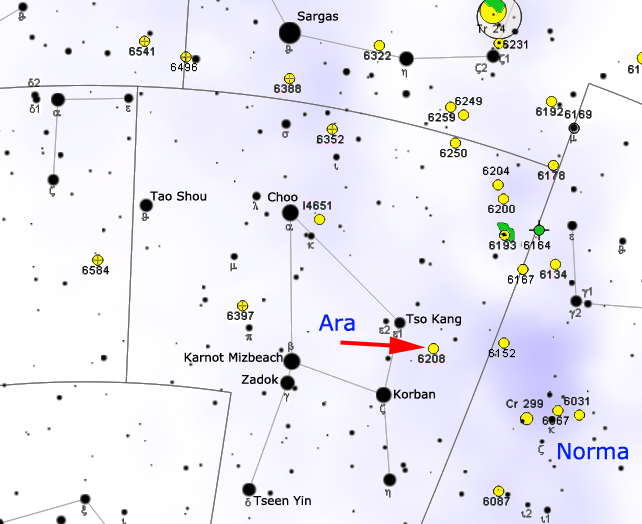
Mappa per individuare NGC 6208.

Si individua nella parte occidentale della costellazione, immerso in un ricchissimo campo stellare della Via Lattea, in questo tratto piuttosto luminosa e relativamente poco oscurata; si trova circa 2,6 gradi a nordovest della stella ζ Arae e si confonde facilmente con le stelle di fondo. Attraverso un binocolo è difficilmente individuabile a causa della sua luminosità poco elevata, mentre con un telescopio da 120mm è possibile notare un debole addensamento di stelle di magnitudine 11 e 12; con strumenti di diametro maggiore si osservano alcune decine di stelle fino alla magnitudine 14, sempre difficili da contrastare rispetto alle numerose stelle di fondo.
A causa della sua declinazione fortemente meridionale, quest'ammasso può essere osservato soprattutto da osservatori situati nell'emisfero australe della Terra; la sua osservazione dall'emisfero nord è possibile solo in vicinanza delle latitudini tropicali. Il periodo migliore per la sua osservazione nel cielo serale è quello compreso fra giugno e ottobre.

## Storia delle osservazioni
NGC 6208 è stato scoperto da James Dunlop nel 1826, durante la sua permanenza in Australia come sovrintendente dell'osservatorio del Nuovo Galles del Sud, con un telescopio da 9 pollici; fu poi riosservato da John Herschel e nel New General Catalogue è descritto come un ammasso formato da stelle con magnitudini comprese fra la 9 e la 12.

## Caratteristiche
NGC 6208 è un ammasso situato a circa 940 parsec (circa 3060 anni luce) di distanza, dunque molto vicino al bordo più esterno del Braccio del Sagittario, molto in primo piano rispetto alla quasi totalità degli ammassi aperti visibili nella costellazione dell'Altare. La sua età è molto avanzata ed è stimata attorno a 1,17 miliardi di anni; ciò lo rende uno degli ammassi aperti più vecchi che si conoscano.
Gli studi rivolti a determinare l'appartenenza delle stelle all'ammasso sono resi difficili dal numero elevatissimo di stelle visibili nella sua direzione; al suo interno non sono state comunque individuate stelle con caratteristiche peculiari da un punto di vista chimico-fisico. Le stelle visibili nel campo di NGC 6208 sono state oggetto di studi fotometrici allo scopo di individuare eventuali pianeti extrasolari tramite il metodo del transito; su un campione di 60.000 stelle, delle quali 5000 misurate con estrema accuratezza, è stata individuata una sola stella, di classe spettrale G, che ha mostrato segnali di un possibile transito, non necessariamente però imputabile a un pianeta.